# Lavandula multifida
La Lavandula multifida es una planta leñosa de la familia de las lamiáceas. Conocida en castellano como espliego de hoja dividida.

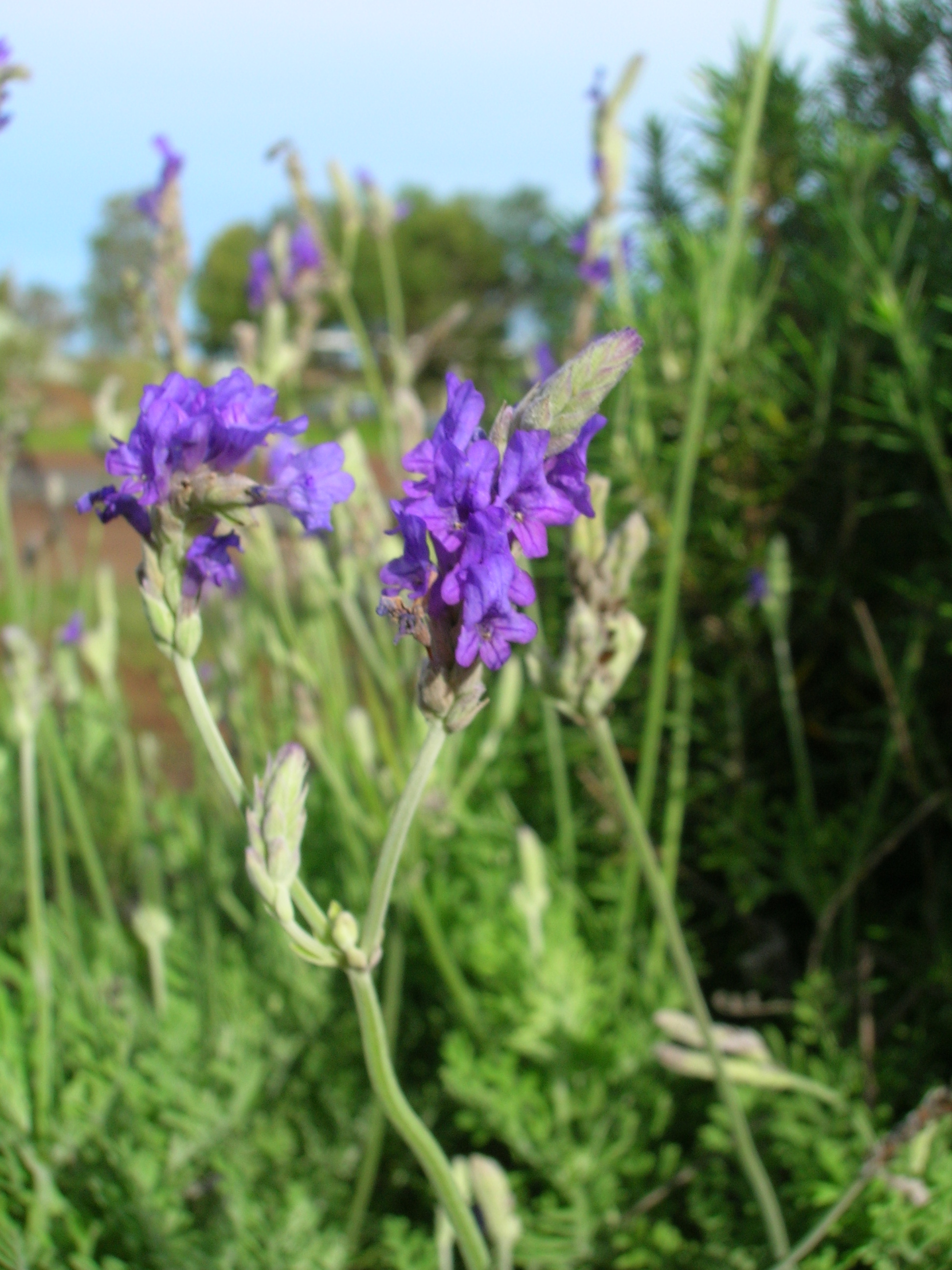
Vista de la planta con flores.

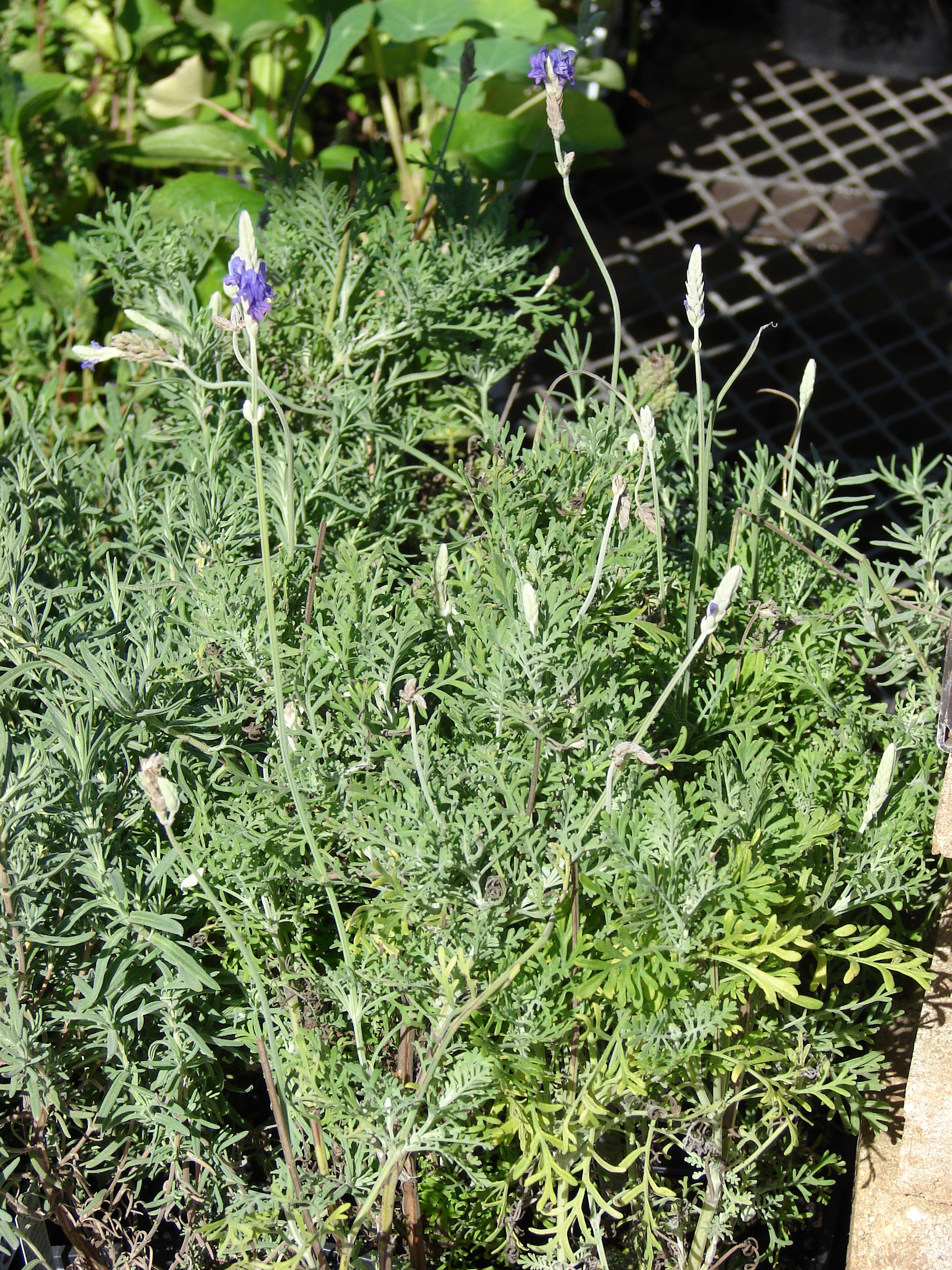
Vista general de la planta.

## Descripción
Es una lavanda que se puede reconocer fácilmente por sus hojas muy divididas en fragmentos, por el pelillo patente que recubre casi toda la planta haciéndola en algunos órganos gris-tomentosa y por sus espigas cilíndricas o cónicas sobre tallos ascendentes. Las flores tienen un bello color añil con venas y garganta de tonos más oscuros.

## Hábitat
Muestra gran preferencia por los arenales y los pedregales bajos cercanos al mar.

## Distribución
Es una lavanda de distribución claramente africana, que en el norte de su área pasa el Mediterráneo y habita en la península ibérica e Italia, incluidas algunas islas intermedias como Córcega.

## Taxonomía
Lavandula latifolia fue descrita por Carlos Linneo y publicado en Sp. Pl. 572 1753.
Etimología
Lavandula: nombre genérico que se cree que deriva del francés antiguo lavandre y en última instancia del latín lavare (lavar), refiriéndose al uso de infusiones de las plantas. El nombre botánico Lavandula como el usado por Linneo se considera derivado de este y otros nombres comunes europeos para las plantas. Sin embargo, se sugiere que esta explicación puede ser apócrifa, y que el nombre en realidad puede ser derivado del latín livere, "azulado".
multifida: epíteto latíno que significa "con divisiones múltiples".
Sinonimia
- Lavandula multipartita Christm., Vollst. Pflanzensyst., 4: 43, 1779
- Lavandula pinnatifida Webb, Iter Hispan.: 19, 1838, nom. inval.[7]

## Nombre común
La planta recibe diversos nombres comunes: alhucema, alhucemilla, aljucema inglesa, aljucemilla, cantagüeso, cantigüeso, cantueso, confitera, espliego de hoja dividida, espliego de hojas cortadas, uceda, ucema.